# دان کالدول
دان کالدول (انگلیسی: Dan Caldwell؛ زادهٔ) کارآفرینی، تهیه‌کننده و کارآفرین اهل ایالات متحده آمریکا است، که در سال ۱۹۹۷ شرکت تجهیزات ورزشی تاپ‌آوت را تأسیس کرد.